# Río Suquía
El río Suquía o alternativamente río Primero es un pequeño lecho fluvial perteneciente a una cuenca endorreica en el centro de Argentina. Asimismo, es uno de los ríos más importantes de la provincia de Córdoba.

## Recorrido
Nace por la unión de varios ríos y arroyos en la zona de las sierras Pampeanas del Norte cordobés principalmente en el valle de Punilla. El río San Francisco   (sin. Grande de Punilla), que discurre de norte a sur, confluye, a la altura de la ciudad de Cosquín, con el río Yuspe, el cual llega desde el noroeste pues nace en Los Gigantes. Estos dos ríos forman el río Cosquín; luego este se junta con el arroyo Las Mojarras y con el arroyo Los Chorrillos, ambos con naciente en Los Gigantes. Por último en el sector sur del valle de Punilla, se une a ellos el río San Antonio  que nace en las Altas Cumbres o sierras Grandes. Todos ellos desembocando en el lago artificial San Roque, en el cual se forma el embalse homónimo mediante el dique ("murallón") ubicado en la parte oeste (y elevada) de la quebrada de Bamba, dando naciente al río Suquía.
Tras atravesar y bajar por la citada quebrada de Bamba con sentido oeste-este, el río Suquía sale de las sierras Pampeanas e ingresa en la penillanura cordobesa, donde se encuentra la mayor parte de la ciudad de Córdoba, la cual atraviesa. Casi en el centro de dicha urbe, recibe por su orilla derecha o meridional el riachuelo La Cañada. A lo largo del ejido urbano de esa ciudad el río es superado por varios puentes, lo que valió a la ciudad de Córdoba, entre uno de sus apodos, el de "la ciudad de los puentes". A unos 2 km al este —también dentro de dicha ciudad— existe una pequeña isla llamada isla de los Patos (en las coordenadas: 31°24′05″S 64°12′14″O / -31.40139, -64.20389 ) que es antecedida por la reciente Isla Zípoli (entre un puente homónimo y el Sagrada Familia). 
Al salir de la ciudad de Córdoba, ya es un río típico de llanura —en este caso es la gran llanura pampeana—  y, junto con el Xanaes (o río Segundo), es tributario de la cuenca endorreica que configura a la gran laguna salada de Mar Chiquita o Mar de Ansenuza. Estos dos ríos, más el Dulce (o Petri, o Mishqui Mayu) son los principales aportes hídricos superficiales para la referida gran laguna.
La longitud aproximada del río Primero es de unos 200 km (si se considera como su naciente al dique San Roque) y el ancho promedio de su cauce es de 200 m. Su caudal actual —muy mermado por el uso de sus aguas para el riego y el consumo hogareño e industrial, así como por la deforestación en sus vertientes— es de 10 m³/s, con mínimos de 1,5 m³/s y máximo de 24 m³/s en verano. El río Primero padece desde mediados de siglo XX una importante contaminación por factores antrópicos.
Durante el estío su caudal se reduce considerablemente, aunque aumenta de modo abrupto cuando se producen lluvias.

### Intervenciones

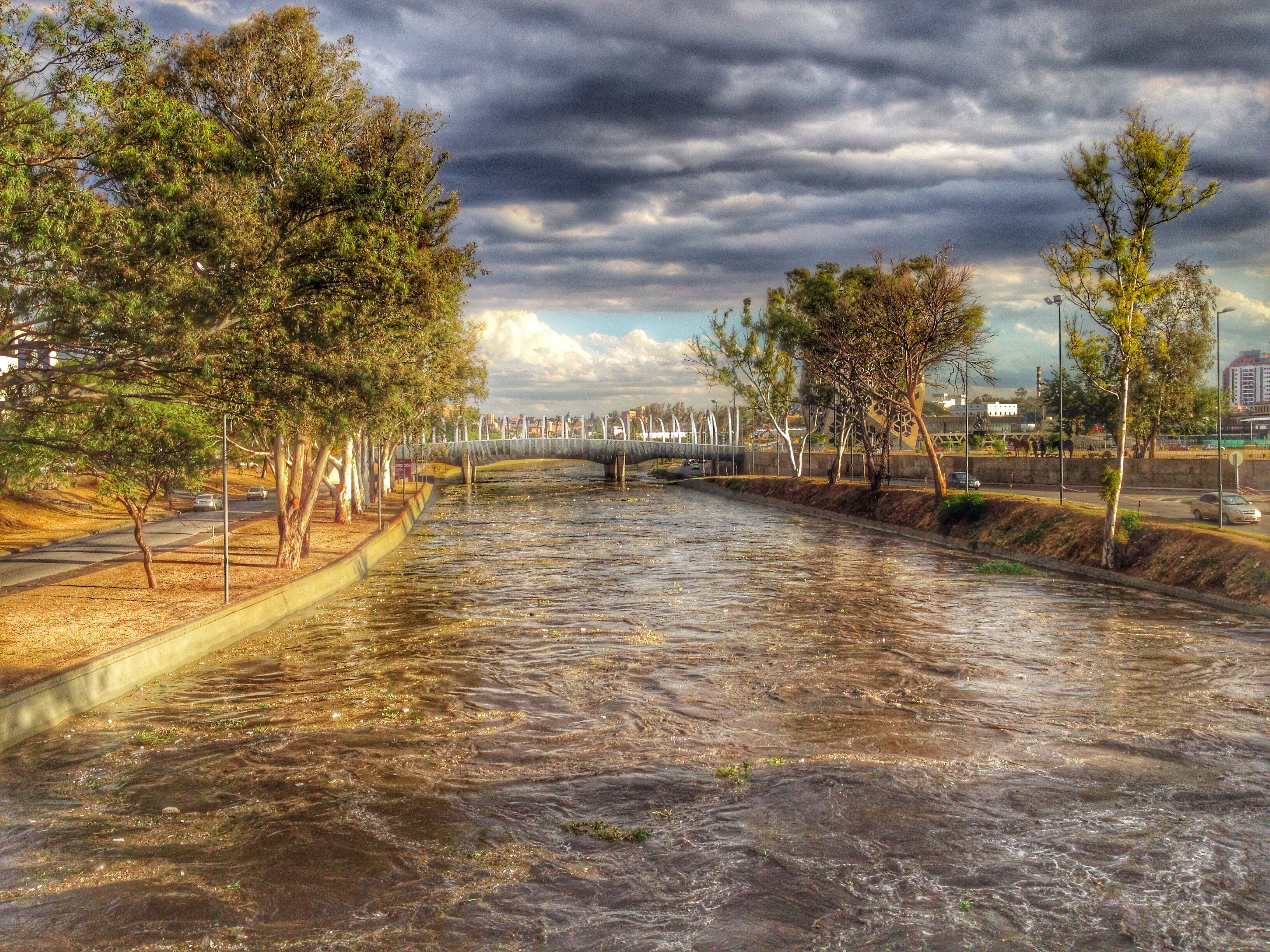
Río Suquía y Puente del Bicentenario.

En cuanto a la administración pública, a mediados del siglo XIX se llevaron a cabo intervenciones para intentar controlar las inundaciones. En 1870, se construyeron muros de contención en tramos de ambas riberas del río. En 1950, se inició la canalización del río, aunque quedó inconclusa. En 1980, el río experimentó un período de gran deterioro. En 1983, se planteó la "recuperación del río", centrada en el mejoramiento del cauce, el desarrollo de un sistema vehicular costanero y el tratamiento de espacios verdes en sectores remanentes.
En 2010, el gobierno provincial emprendió el "proyecto de recuperación urbanística y del paisaje del río Suquía", proponiendo construir una nueva fachada a lo largo de las márgenes del río mediante la instalación de edificios públicos y proyectos privados.

## Toponimia
El nombre «Suquía» proviene de las antiguas etnias establecidas en la región, los sanavirones, antes de la colonización española, en el siglo XVI. Los conquistadores españoles que vinieron desde el norte del actual territorio de Córdoba renombraron el Suquía con el nombre de río Primero por ser el primer río bastante caudaloso que encontraron. Desde entonces se lo conoció por ese nombre pues así se nombra en los libros de texto hasta la década de 1980 (fin del período de dictaduras militares). Los españoles continuaron renombrando los ríos a medida que los encontraban en su recorrido de norte a sur; los denominaron secuencialmente: Segundo (o Xanaes), Tercero (Ctalamochita, Talamuchita o Calamuchita), Cuarto (o Chocancharava), y Quinto (o Popopis). Los otros ríos principales de la provincia de Córdoba corren casi paralelos al río Primero en dirección predominante Oeste-Este.
Gracias a iniciativas de ecologistas y medioambientalistas, en 1984 se logró agregar los nombres originales de los ríos entre paréntesis a su denominación oficial, mediante la implementación de la ley provincial N.º 7.105.

## Imágenes

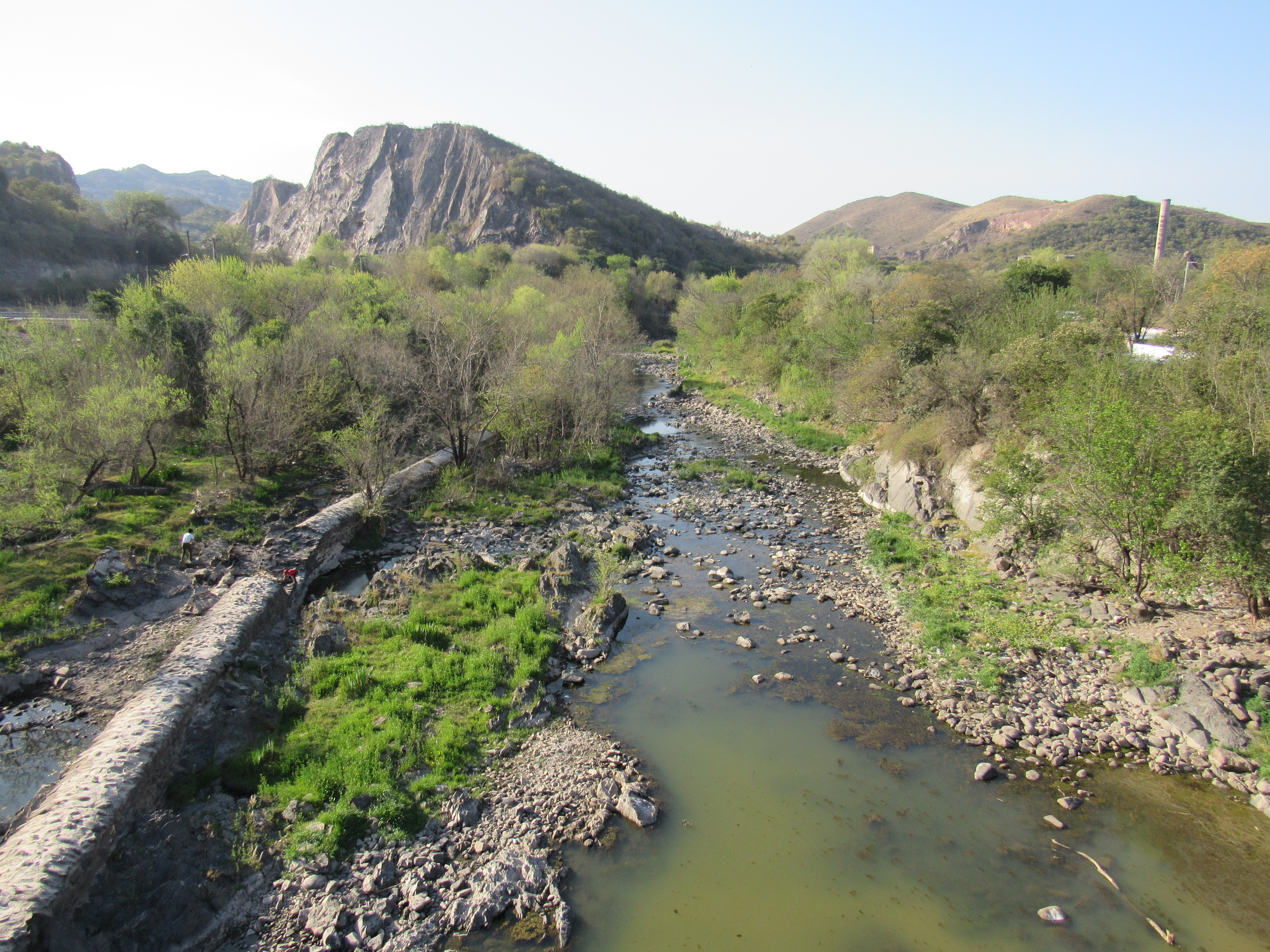
Vista del Rio Suquía desde el Dique Mal Paso, Dumesnil, Córdoba, Argentina
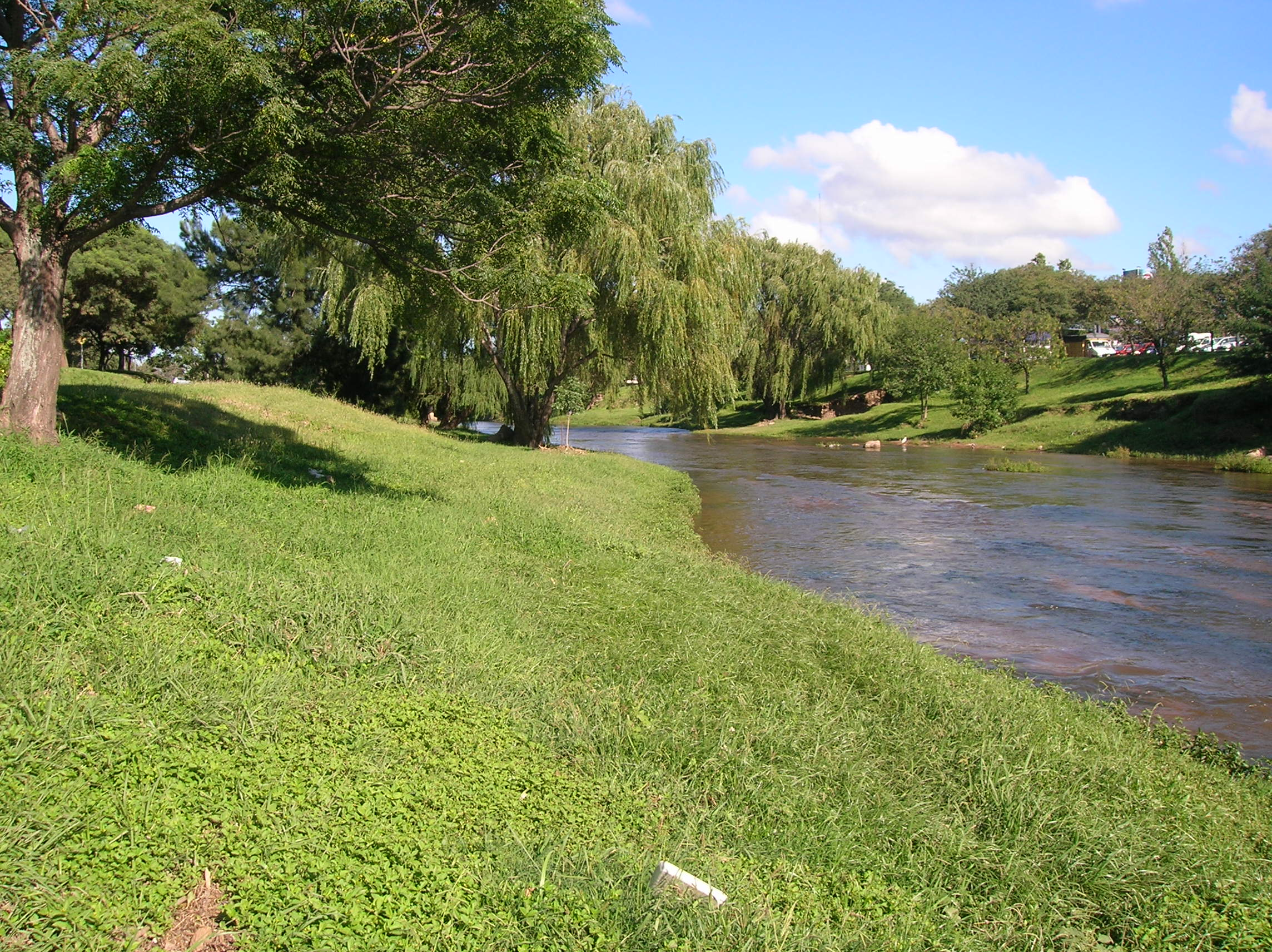
El río Suquía cerca del puente Tablada
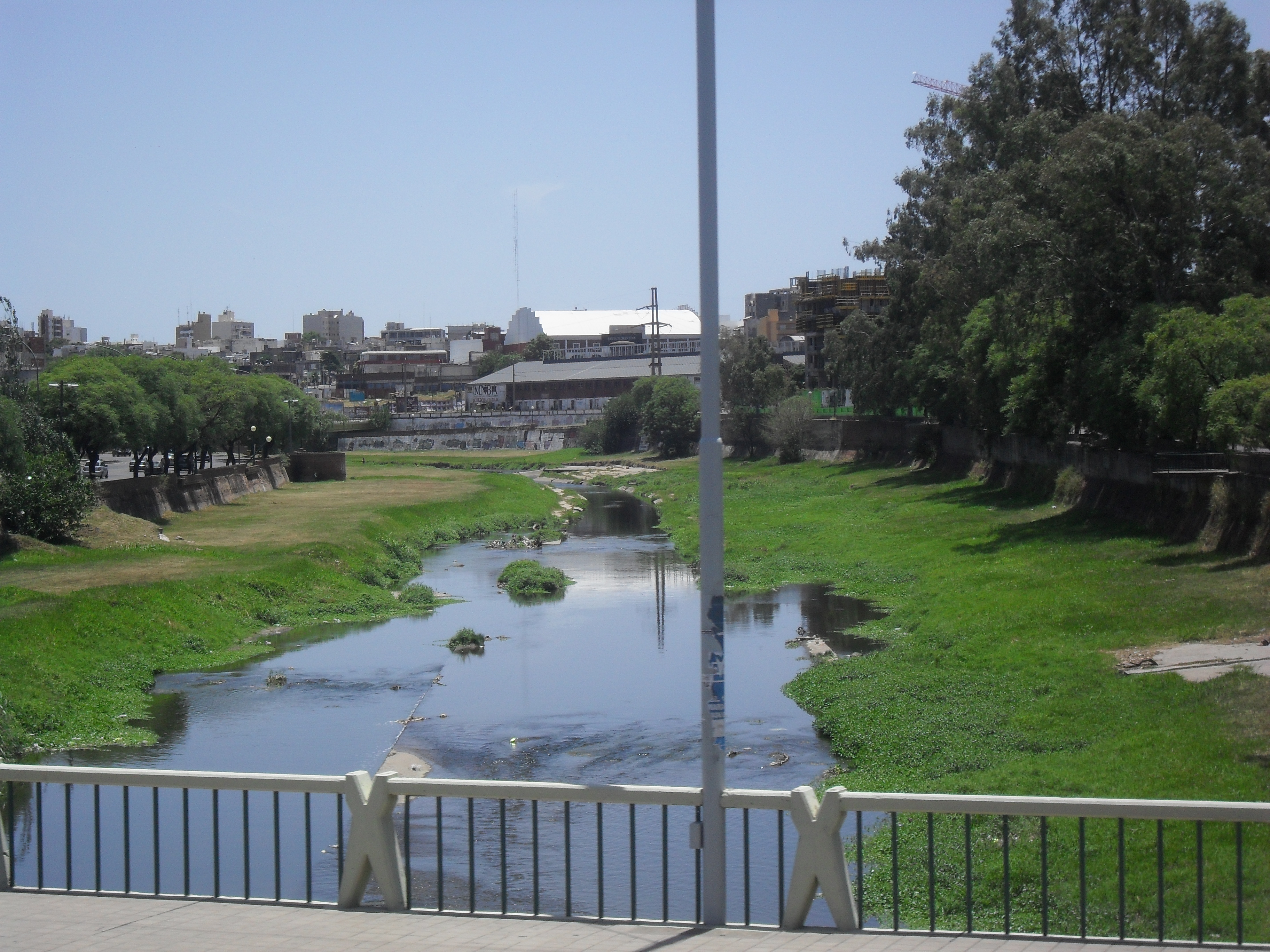
Vista del río desde el puente Sarmiento
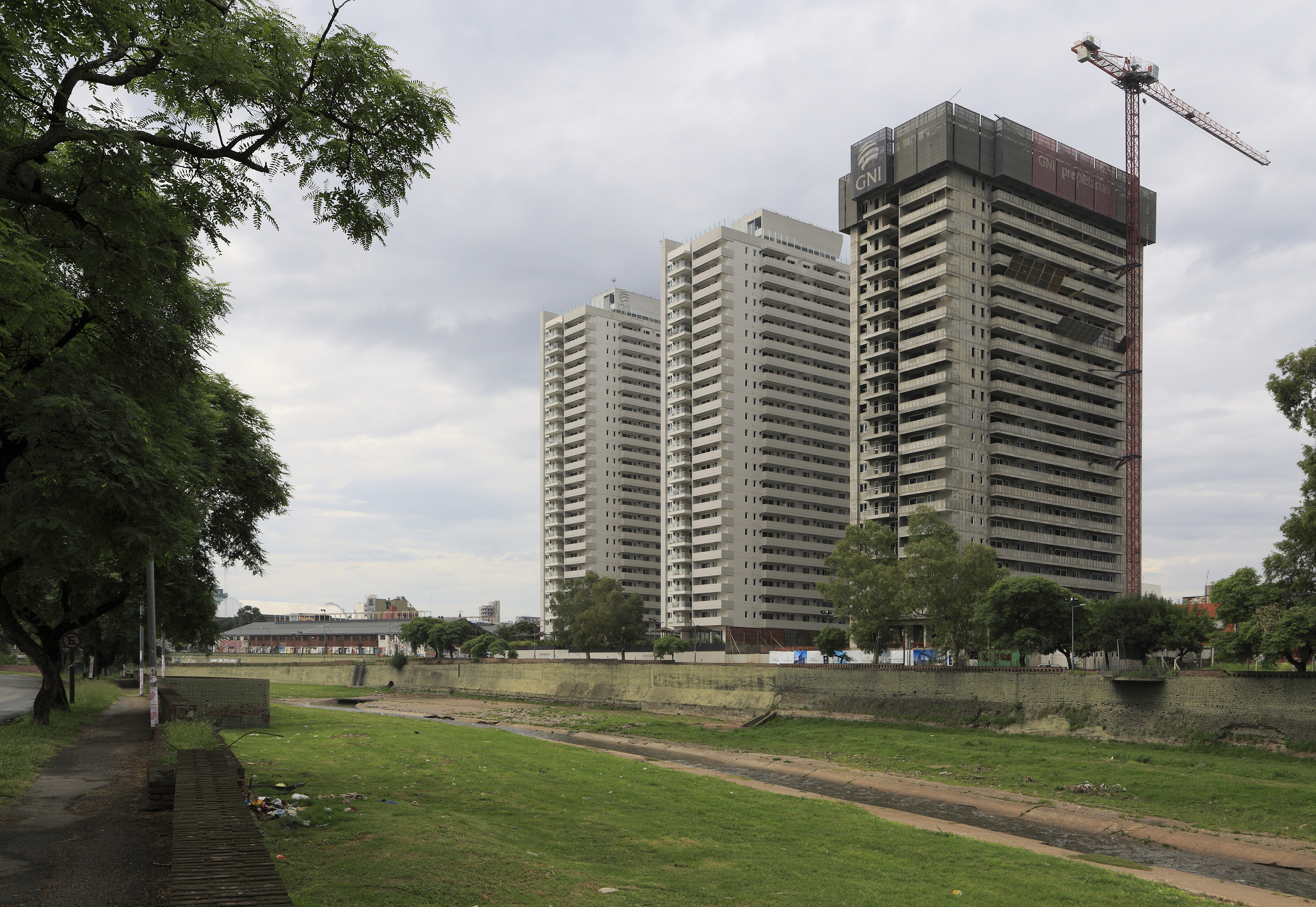
Las tres torres en la Avenida Intendente Mestre Norte son edificios residenciales.
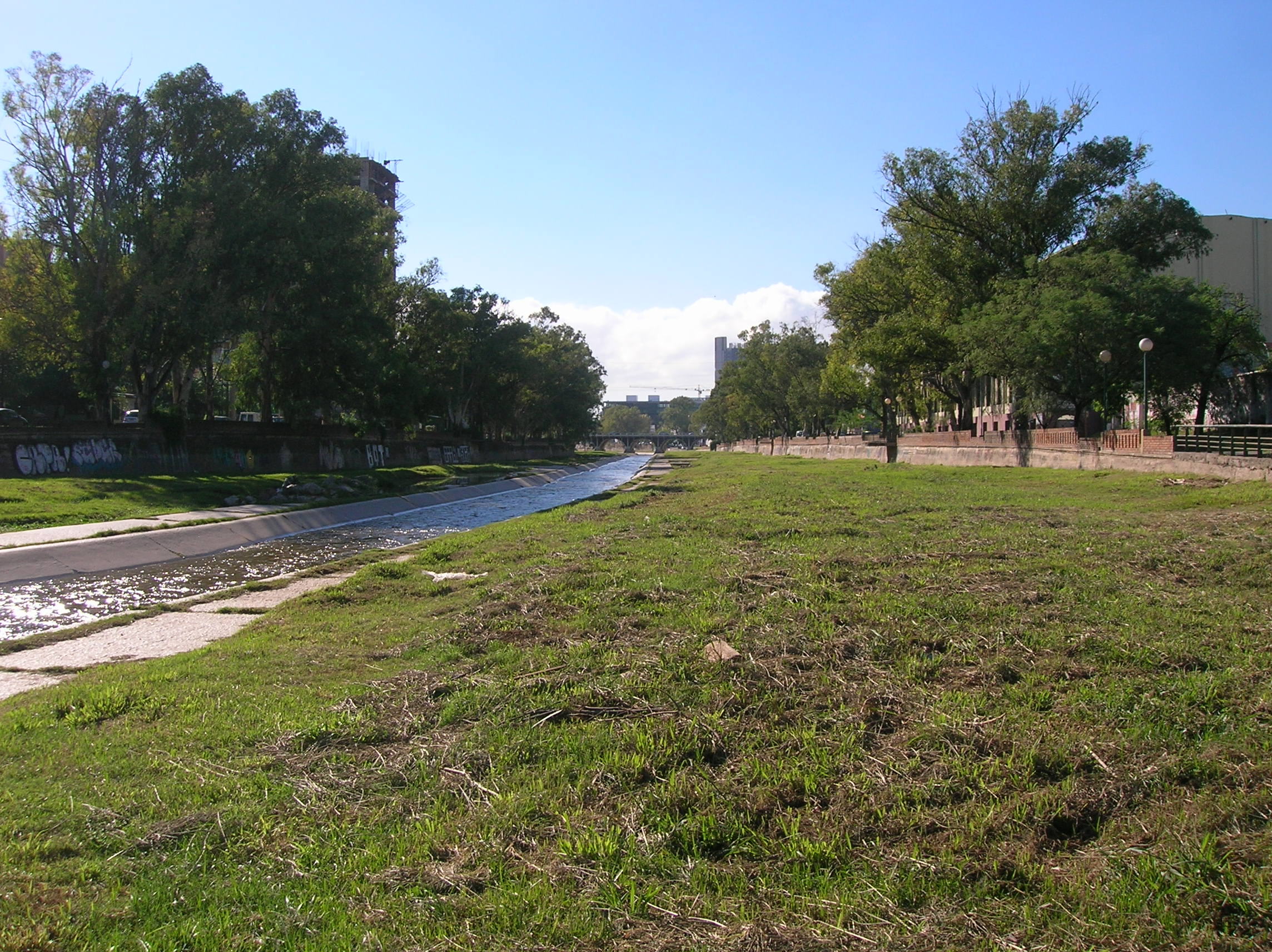
El río Suquía en su paso por el corazón de la ciudad argentina de Córdoba; notar que su caudal está muy reducido, dejando un amplio cauce cubierto de hierbas.
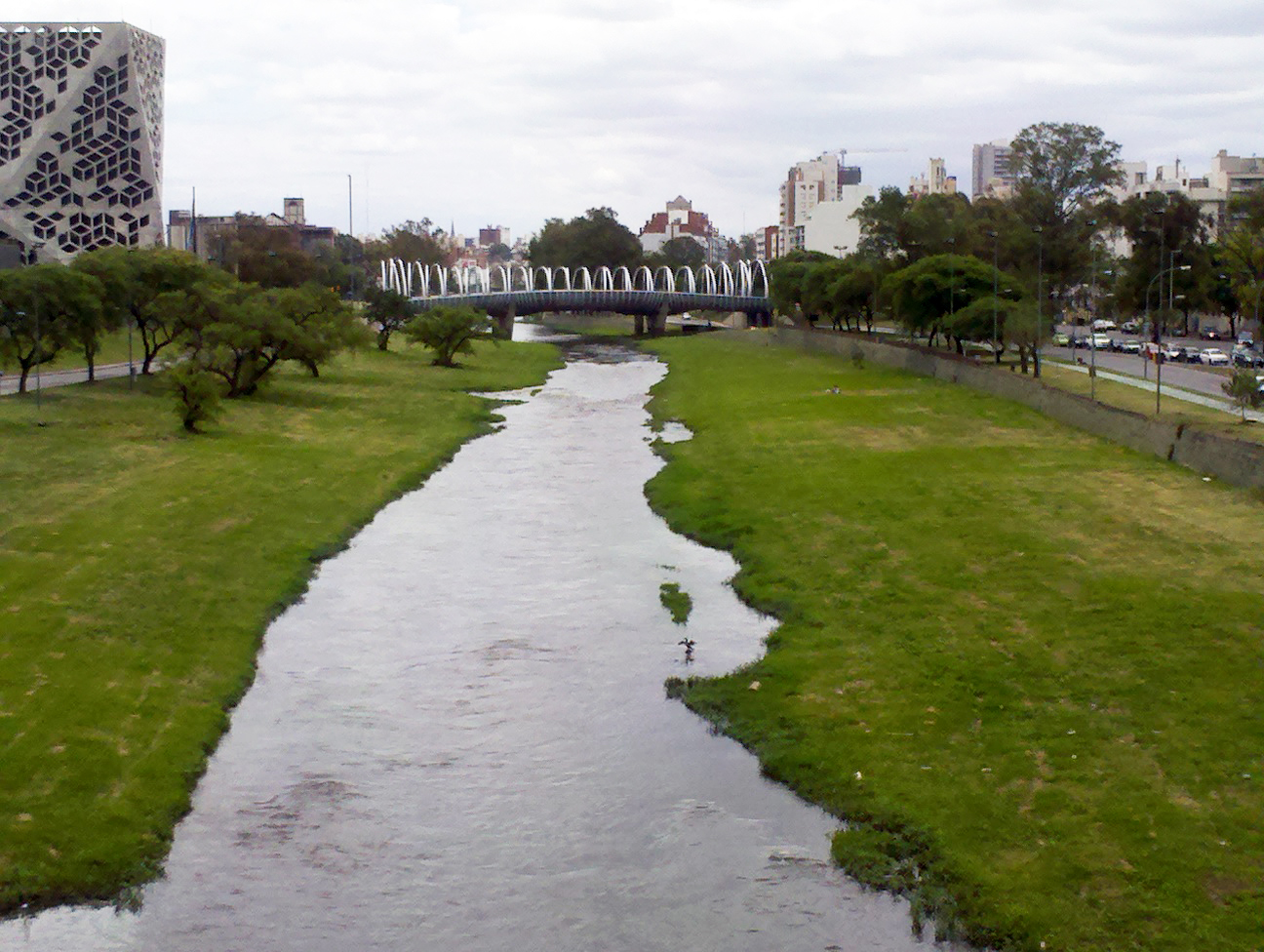
Imagen del puente Bicentenario.